# Rdeči nosan
Rdeči nosan (znanstveno ime Rhynocoris iracundus) je vrsta roparskih stenic, ki je razširjena tudi v Sloveniji.